# Snårestads landskommun
Snårestads landskommun var en tidigare kommun i dåvarande Malmöhus län.

## Administrativ historik
Kommunen bildades i Snårestads socken i Ljunits härad i Skåne när 1862 års kommunalförordningar trädde i kraft. 
Vid kommunreformen 1952 uppgick kommunen i Ljunits landskommun som uppgick 1971 i Ystads kommun.